# Magdeleine Anglade
Magdeleine Anglade z domu Bousquainaud (ur. 5 lipca 1921 w Valence, zm. 25 marca 1998 w Paryżu) – francuska polityk, samorządowiec i działaczka społeczna, posłanka do Parlamentu Europejskiego I i II kadencji, senator.

## Życiorys
Od 1940 współpracowała z Francuskim Czerwonym Krzyżem: jako pielęgniarka pomagała rannym na frontach II wojny światowej i uczestniczyła w wyzwoleniu obozu Buchenwald, a od 1950 do 1954 pracowała w ambulansach w Indochinach. W 1945 ukończyła studia na wydziale prawa i literatury Uniwersytetu w Lyonie. Od 1959 do 1962 była sekretarzem frakcji parlamentarnej Unité de la République (zrzeszającej posłów z Algierii Francuskiej). Następnie do połowy lat 70. związana z Comité national pour les Musulmans français, komitetem wspierającym integrację muzułmańskich imigrantów we Francji. Od 1972 pracowała m.in. jako sekretarz generalna i dyrektor ds. kadrowych dla wydawcy Valmonde Et Cie, od 1991 do 1997 kierowała jego radą nadzorczą.
W 1972 wstąpiła do Narodowego Centrum Niezależnych i Chłopów. Po konflikcie w partii w 1986 współtworzyła Narodowe Centrum Niezależnych (przekształcone potem w UNIR), które podjęło współpracę ze Zgromadzeniem na rzecz Republiki. Od października 1982 do listopada 1983 wykonywała mandat posłanki do Parlamentu Europejskiego (zastąpiła Jeana Méo), ponownie wybrano ją na kadencję 1984–1989. Zasiadła w prezydium Europejskiego Sojuszu Demokratycznego, została wiceprzewodniczącą Delegacji ds. stosunków ze Stanami Zjednoczonymi. W latach 1983–1998 należała do rady miejskiej Paryża, od 1983 do 1989 była też zastępcą mera Paryża i jego 8. dzielnicy. Od 1994 do 1995 pozostawała członkiem Senatu.

## Życie prywatne
W 1957 poślubiła Louisa Anglade.

## Odznaczenia
Odznaczona Legią Honorową V klasy (1995).